# Parafia Matki Bożej Królowej Polski w Otwocku
Parafia Matki Bożej Królowej Polski w Otwocku – należy do dekanatu Otwock-Kresy diecezji warszawsko-praskiej, metropolii warszawskiej. 
Powstała w 1978 z podziału parafii św. Wincentego a Paulo w Otwocku. Kościół parafialny wybudowany w latach 90. XX wieku. Mieści się przy ulicy Czerskiej. Parafia jest obsługiwana przez księży diecezjalnych.